# Grzegorz Schneider
Grzegorz Schneider (ur. 4 września 1961 w Goleniowie, zm. 14 czerwca 2013 w Krakowie) – polski perkusista, muzyk sesyjny.

## Życiorys
Karierę rozpoczynał w krakowskiej grupie Chwila Nieuwagi. W latach 1990–1991 nagrywał i koncertował z zespołem Mr. Bober's Friends. Miał na koncie współpracę z takimi wykonawcami jak: Dżem, Seven B, Chłopcy z Placu Broni, Meness czy Homo Twist. Grał jazz z Litlle Egoists Marka Stryszowskiego i ze Spectrum Session Ryszarda Feliksa Styły oraz występował i nagrywał z grupą Pod Budą. Jako muzyk sesyjny ma na koncie współpracę z niezliczoną liczbą formacji muzycznych. Do kwietnia 2013 roku grał w zespole Gienek Loska Band, a w ostatnim okresie życia w Makar Trio. 

## Wybrana dyskografia[2]
- Tracks Of My Mind (Mr Bobers Friends, data wydania: 1991)[3]
- Cały ten seks (Homo Twist; wytwórnia: Music Corner Records; data wydania: 1993)
- Uśmiechnij się (Chłopcy z Placu Broni; wytwórnia: Koch International; data wydania: 1995)
- Live After Death (Homo Twist; wytwórnia: Music Corner Records; data wydania: 2002
- Rocktales (Seven B; data wydania: 2004)
- Hazardzista (Gienek Loska Band; wytwórnia: Sony Music Entertainment Poland; data wydania: 2011)
- Dom (Gienek Loska Band; wytwórnia: Sony Music Entertainment Poland; data wydania: 2013)
- Tracks Of My Mind (Mr Bobers Friends, wytwórnia: Kameleon Records, data wydania: 2019 – reedycja)[3]